# شهرستان سندووال (نیومکزیکو)
شهرستان سندووال، نیومکزیکو یکی از شهرستان‌های ایالت نیومکزیکو است. این شهرستان دارای مساحتی ۹.۶۲۰ کیلومترمربعی بوده و بر طبق آمارهای سال ۲۰۱۰، جمعیتش ۱۳۱.۵۶۱ نفر اعلام شده است.
مرکز این شهرستان، شهر برنالیلو است.

## پیوند
- وب‌گاه رسمی